# Hobart International 2020
L'Hobart International 2020 è stato un torneo di tennis giocato sul cemento. È stata la 27ª edizione del torneo facente parte della categoria International nell'ambito del WTA Tour 2020. Si è giocato all'Hobart International Tennis Centre di Hobart, in Australia, dal 13 al 18 gennaio 2020.

## Partecipanti

### Teste di serie
| Nazionalità | Giocatrice           | Ranking* | Testa di serie |
| ----------- | -------------------- | -------- | -------------- |
| Belgio      | Elise Mertens        | 17       | 1              |
| Spagna      | Garbiñe Muguruza     | 35       | 2              |
| Kazakistan  | Elena Rybakina       | 36       | 3              |
| Cina        | Zhang Shuai          | 38       | 4              |
| Russia      | Veronika Kudermetova | 42       | 5              |
| Polonia     | Magda Linette        | 43       | 6              |
| Svezia      | Rebecca Peterson     | 44       | 7              |
| Francia     | Caroline Garcia      | 46       | 8              |

* Ranking al 6 gennaio 2020.

### Altre partecipanti
Le seguenti giocatrici hanno ricevuto una Wild card per il tabellone principale:
- Lizette Cabrera
- Garbiñe Muguruza
- Astra Sharma
- Samantha Stosur

Le seguenti giocatrici sono passate dalle qualificazioni:

- Sorana Cîrstea
- Ons Jabeur
- Kateryna Kozlova
- Christina McHale
- Sara Sorribes Tormo
- Heather Watson

La seguente giocatrice è entrata in tabellone come lucky loser:
- Nina Stojanović

## Ritiri
Prima del torneo
- Sorana Cîrstea → sostituita da  Nina Stojanović

Durante il torneo
- Rebecca Peterson
- Garbiñe Muguruza

## Punti
| Evento    | V   | F   | SF  | QF | 2T   | 1T | Q    | Q2   | Q1   |
| Singolare | 280 | 180 | 110 | 60 | 30   | 1  | 18   | 12   | 1    |
| Doppio    | 280 | 180 | 110 | 60 | N.D. | 1  | N.D. | N.D. | N.D. |

## Montepremi
| Evento    | V       | F       | SF      | QF     | 2T     | 1T     | Q    | Q2     | Q1     |
| Singolare | $43,000 | $21,400 | $11,600 | $6,275 | $3,600 | $2,300 | N.D. | $1,685 | $1,100 |
| Doppio    | $13,580 | $7,200  | $4,000  | $2,300 | N.D.   | $1,520 | N.D. | N.D.   | N.D.   |

## Campionesse

### Singolare
Elena Rybakina ha battuto in finale  Zhang Shuai con il punteggio di 7–6(7), 6-3.
- È il secondo titolo in carriera per Rybakina, il primo della stagione.

### Doppio
Nadežda Kičenok /  Sania Mirza hanno battuto in finale  Peng Shuai /  Zhang Shuai con il punteggio di 6-4, 6-4.